# Ceratoglanis scleronema
Ceratoglanis scleronema és una espècie de peix de la família dels silúrids i de l'ordre dels siluriformes.

## Morfologia
- Els mascles poden assolir 44 cm de longitud total.
- Nombre de vèrtebres: 62-65.[1][2]

## Alimentació
Menja invertebrats aquàtics i peixos.

## Hàbitat
És un peix d'aigua dolça i de clima tropical.

## Distribució geogràfica
Es troba a Àsia: conques dels rius Mekong a Tailàndia, Citarum a Java, Batang Hari i Siak a Sumatra, Pahang a la Malàisia peninsular, i Baram, Barito, Kapuas i Rejang a Borneo.